# Cien gaviotas
«Cien gaviotas» es una canción del grupo musical español Duncan Dhu, con música y letra de Diego Vasallo. Incluida en su segundo álbum Canciones.

## Descripción
El tema se publicó como primer sencillo de su segundo LP, y pronto se convirtió en un rotundo éxito, siendo considerado uno de los temas más recordados de la banda.
En el tema, de ritmo muy rápido, se encuentran influencias de géneros como el rockabilly y el country.
Con posterioridad se incluyó en el recopilatorio Colección 1985-1998 y en el álbum en directo Teatro Victoria Eugenia.
El tema fue versionado por varios artistas en el álbum Cien gaviotas dónde irán... Un tributo a Duncan Dhu, de 2005. Como una de las canciones más emblemáticas en la historia del pop en España, está incluida también en el repertorio de los espectáculos 40. El Musical (2009) y Escuela de calor (2013).
El tema ha sido calificado por la revista Rolling Stone en el número 143 de las 200 mejores canciones del pop-rock español, según el ranking publicado en 2010.